# Songs (175Rのアルバム)
『Songs』（ソングス）は、175Rのメジャー1枚目のオリジナルアルバム（通算2枚目）。

## 収録曲
1. inst.
2. 旅人
PVが存在する。
3. ビューティフルデイズ-Album version-
シングル「ハッピーライフ」カップリング曲。
4. Party
元Hysteric BlueのTamaがコーラスとして参加している。
5. ハッピーライフ
メジャー1stシングル。
6. さらば恋人
堺正章のカバー曲。ガガガSPのコザック前田が間奏での声で参加。
7. 僕の声-Album version-
インディーズシングル「STAND BY YOU!!」（SHAKA LABBITSと共作）に収録されていた曲のアルバムバージョン。
8. 空に唄えば
メジャー2ndシングル。
9. end of…
10. 「手紙」
後に3rdシングルとしてリカット。ただしバージョン違い。「」で封筒を表している。

## 演奏
- 175R、佐久間正英：Produce & Arrangement
- 伊東ミキオ：Piano (#4.7)
- Tama (Hysteric Blue)：Chorus (#4)
- コザック前田 (ガガガSP)：Chorus (#6)
- 良い子悪い子普通の子オールスターズ：Chorus (#4)